# Dianne Warren
Dianne Warren (Ottawa, Ontário, 28 de agosto de 1950) é uma autora, romancista, dramaturga e contista canadense.

## Biografia
Dianne Warren nasceu em Ottawa, Ontário. A sua mãe, natural de uma quinta em Saskatchewan, trabalhou em Ottawa durante a década de 1940, quando conheceu o seu pai, um veterano da Segunda Guerra Mundial, natural de uma pequena cidade madeireira no Vale de Ottawa, com quem casou. Juntos o casal Warren teve dois filhos e mudou-se para Saskatchewan. Durante a sua infância e adolescência, Dianne passou grande parte do seu tempo com os avós na fazenda, visitando ocasionalmente o lado paterno em Ottawa.
Formou-se em Belas Artes na Universidade de Regina. Durante esses anos e desde então, dedicou-se à escrita, embora de forma quase secreta, isolada e sem o acompanhamento de mentores ou amigos escritores. Quando completou trinta anos de idade, decidiu ingressar em aulas de escrita criativa no Departamento de Inglês da universidade local, onde conheceu vários escritores publicados e emergentes que a guiaram e incentivaram a continuar a escrever. Bem sucedida e aceite pelo círculo de professores do curso, foi convidada a ingressar no grupo de escritores The Bombay Bicycle Club, sendo incentivada a publicar pela primeira vez os seus trabalhos.
Casou-se com o artista visual Bruce Anderson, com o qual tem dois filhos.

## Carreira
Em 1982, publicou o seu primeiro conto na antologia Saskatchewan Gold, seguindo-se outros contos nas antologias The Old Dance, Fire Beneath the Cauldron e Concrete Forest. As suas coleções de contos incluem The Wednesday Flower Man (1987), Bad Luck Dog (1993) e A Reckless Moon (2002).
O seu romance Cool Water, lançado como Juliet in August nos Estados Unidos da América, tornou-se num best-seller, recebeu o Prêmio de Melhor Ficção Inglesa pelo Governador Geral do Canadá e foi publicado em vários países desde então, incluindo França e Austrália.
A colectânea de histórias The Wednesday Flower Man foi publicada em 1987 pela editora Coteau Books. Seguiram-se mais duas coleções: Bad Luck Dog em 1993 e A Reckless Moon em 2002. O livro Bad Luck Dog tem um valor sentimental especial para a autora canadense, uma vez que venceu o Prêmio Saskatchewan Book of the Year no mesmo momento em que Joe Carter fez o home run que deu aos Toronto Blue Jays a World Series.
Também escreveu três peças teatrais, todas produzidas pelo 25th Street Theatre em Saskatchewan. A sua peça Serpent in the Night Sky foi selecionada para o Prêmio do Governador Geral na categoria de Drama em 1989.
A 2 de junho de 2020 foi publicado o romance The Diamond House.

## Prêmios
Bad Luck Dog ganhou três Saskatchewan Book Awards, incluindo Livro do Ano. 
As suas obras venceram o National Magazine Gold Award for Fiction e o Western Magazine Award for Fiction, assim como o prêmio Writers' Trust Engel/Findley do Writers' Trust of Canada em 2004.
O seu primeiro romance, Cool Water, recebeu o Prêmio do Governador Geral na categoria de Melhor Ficção em Língua Inglesa em 2010, tendo também sido nomeado para o Prêmio Giller.
Em 2021, ganhou o primeiro Glengarry Book Prize pelo romance The Diamond House. O prêmio é concedido pela Fundação Saskatchewan para as Artes.

## Obras

### Peças teatrais
- Serpent in the Night Sky (1992)
- Club Chernobyl (1994)
- The Last Journey of Captain Harte (1999)

Todas as três peças estrearam no Twenty-Fifth Street Theatre e foram dirigidas por Tom Bentley-Fisher. Dianne Warren escreveu também diversas obras dramáticas para a CBC Radio.

### Ficção
- Warren, Dianne (1987). The Wednesday Flower Man 1st ed. Paperback ed. [S.l.]: Coteau Books. ISBN 9780919926684
- Warren, Dianne (1993). Bad Luck Dog 1st ed. Paperback ed. [S.l.]: Coteau Books. ISBN 9781550500479
- Warren, Dianne (2002). A Reckless Moon and Other Stories Paperback ed. [S.l.]: Raincoast Books. ISBN 9781551924557
- Warren, Dianne (2010). Cool Water 1st ed. Hardcover ed. [S.l.]: HarperCollins Canada. ISBN 9781554685585
- Warren, Dianne (2015). Liberty Street 1st ed. Hardcover ed. [S.l.]: HarperCollins. ISBN 9781554685608
- Warren, Dianne (2020). The Diamond House 1st ed. Paperback ed. [S.l.]: HarperCollins. ISBN 9781443445108